# ハリイ
ハリイ(針藺)は、単子葉類カヤツリグサ科ハリイ属に属する植物である。名前は針のようなイグサの意である。しかし、大きさもはるかに小さく、イグサにはさほど似ていない。

## 特徴
背丈は5-30cm程度で、株立ちになる。地下茎はごく短く、多数の花茎が束になって生じる。匍匐枝はない。花茎は長く伸びて細く、断面は丸い。葉は花茎の基部の鞘となり、葉身はほとんどない。穂は花茎の先端につく。
小穂は花茎の先端に付く。苞は発達しないので、完全に花茎の上に乗っているように見える。小穂は花茎の先端に1個だけ付くのが基本だが、小穂の下の方から枝を出してその先端に小穂を付けることもある。テンツキ属などに見られるような分枝の簡単なものだが、テンツキ類の場合、二次的に生じる枝先の小穂もほぼ同じ大きさなのに対して、ハリイの場合には、側方のそれはずっと小さいことが多い。また、花茎が倒れて土や水に付いた場合、芽を出すのが見られることがある。
小穂は楕円形か卵形で、鱗片が螺旋状に重なったものである。鱗片の間にある個々の花は、雌しべと3本の雄しべ、それに数本の針状の付属物がそれを取り囲むように配置する。針状の付属物は花被の退化したものと見られる。
果実は倒卵形でやや偏平。先端に雌しべが付いているが、花柱の基部が非常に幅広く厚くなり、三角形になって幅広く果実の上と接している。この部分は果実が成熟しても脱落することがなく、この属の1つの特徴となっている。
水田に多く、特に稲刈り後の水田でよく見かける水田雑草である。

## 近縁種
ハリイとごく似たものにオオハリイがある。オオハリイの方が一回り大きく、果実の大きさもハリイが1mm足らずなのに対して、オオハリイは1mmを少し越える。しかしながら、似た点が多く、同種の中の亜種とする判断から別種とする説、逆にその差を認めない説もある。いずれも水田によく姿を表すが、オオハリイはより水の深い湿地にも出現する。また、花茎の先端が水や土に触れると、小穂の根元から多数の芽を出すことが多い。
クロミノハリイ(E. atropurpurea (Retz.) Presl) は、ハリイに似た形ながらより大きく、小穂は赤紫になり、卵形である。世界の熱帯から暖帯にかけて非常に広く分布し、水田雑草となっているが、日本では滋賀県と四国・九州でまれに見られるだけである。他にも似た種がいくつかある。
マツバイ(E. acicularis (L.) Roem. et Schult. var. longiseta Svenson)は非常に小さな種で、背丈は5cm位しかない。少数ずつ束になり、またよく匍匐枝を生じて、カーペット状の群落を作る。水田によく生育するのを見かける。また、水中でも生育できるので、水草アクアリウムで栽培されることもある。その場合、ヘアーグラスと呼ばれる。よく似た小型の種にチャボイ (E. parvula (roem. et Schult.) Link)がある。海水の入る湿地に生育し、やや太く柔らかい植物である。また、匍匐枝の先端に小さな塊茎を生じて越冬する。四国、九州に知られるが少ない。海外では南北アメリカ、ヨーロッパからシベリア、北アフリカに広く分布する。
シカクイ(E. wichurae Boecklr.)はハリイなど似にて、花茎の断面が四角なのが特徴である。地下茎は短く横に這い、多数の花茎を密生する。背丈は30-50cm位になる。その先端の小穂はやや細長い楕円形。鱗片をはがすと、まず目につくのは真っ白のふわふわしたものである。これは、ハリイなどでは針状になっている付属物が、左右に枝を延ばして鳥の羽根のような形になったものである。湿地や水辺に生育することもあるが、水のわき出る斜面などにも生じる。いくつか近縁種があるが、中に花茎の断面が三角のものがあり、これをミツカドシカクイ(E. petasata Zinserl.)という。
ヌマハリイ（標準和名はオオヌマハリイ　E. mamillata Lindb. var. cyclocarpa Kitag.)は、浅い池などに生育する。長い匍匐枝を出し、花茎を少数ずつ束生し、花茎が並んだ群落をつくる。

## 利用
ほとんど実用的価値は無いが、先述のように、マツバイがアクアリウムで栽培されることがある。近縁の数種がヘアーグラスの名で用いられるようである。また、オオハリイのように小穂の根元から多数の芽を出す種が、アンブレラプラントの名で同様に用いられている。花茎の先端から細い芽が多数伸びるのを洋傘の骨に見立てたものと思われる。なお、カヤツリグサ属のシュロガヤツリなどもアンブレラプラントの名で呼ばれることがある。